# Forest Hill, Texas
Forest Hill är en ort i Tarrant County i Texas.  Vid 2020 års folkräkning hade Forest Hill 13 955 invånare.